# Michael Stefano

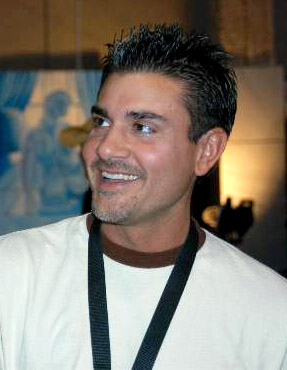
Michael Stefano AVN Expo 2005

Michael Stefano (* 29. August 1969 in Hartford, Connecticut als Michael Vito Menta) ist ein US-amerikanischer Pornodarsteller und Regisseur, der seit den späten 1990er-Jahren in der Pornografiefilmbranche aktiv ist und durch zahlreiche Auftritte sowie Regiearbeiten bei Studios wie Red Light District Video und Platinum X Pictures bekannt wurde.

## Leben
Michael Stefano war vor seinem Einstieg in die Erwachsenenfilmbranche in der Gastronomie tätig, wo er unter anderem als Barkeeper sowie als Inhaber eines Restaurants arbeitete. Ende der 1990er-Jahre begann er eine Karriere als Pornodarsteller und avancierte in kurzer Zeit zu einem der gefragtesten männlichen Akteure der US-amerikanischen Szene.
Nach eigenen Angaben wirkte Stefano im Laufe seiner Karriere in über 3.000 Sexszenen mit und wurde durch seine physische Präsenz, seine Ausdauer sowie durch seine professionelle Arbeitsweise in der Branche bekannt. Sein Markenzeichen war sein Erscheinung. Er agierte in zahlreichen Szenarien verschiedener Genres – vom klassischen Gonzo-Stil bis hin zu aufwendig inszenierten Feature-Filmen. In Interviews berichtete er offen von körperlichen Herausforderungen, die mit seiner Karriere einhergingen, wie etwa einem Priapismus nach einem Dreh in Brasilien, der ihn vorübergehend zu einer Pause zwang.
Parallel zu seiner Tätigkeit vor der Kamera begann Stefano Anfang der 2000er-Jahre unter dem Pseudonym Luciano auch als Regisseur zu arbeiten – zunächst bei der Produktionsfirma Extreme Associates, später dann für das auf Gonzo spezialisierte Studio Red Light District Video. 2003 gründete er gemeinsam mit der Darstellerin und damaligen Ehefrau Jewel De’Nyle sowie mit finanzieller Unterstützung von Red Light das Label Platinum X Pictures, das sich durch härtere Inhalte und interkulturelle Produktionen hervortat. Dort war er nicht nur als Regisseur, sondern auch als Produzent tätig.
Stefano wurde mehrfach mit renommierten Preisen der Branche ausgezeichnet. So erhielt er 2004 den AVN Award als Male Performer of the Year und wurde 2006 in die AVN Hall of Fame aufgenommen. Im Laufe seiner Karriere arbeitete er mit zahlreichen bekannten Darstellerinnen zusammen und prägte vor allem in den 2000er-Jahren den US-amerikanischen Mainstream-Porno entscheidend mit.
In den 2010er-Jahren zog sich Stefano mehrfach aus dem aktiven Geschäft zurück, kehrte jedoch jeweils wieder zurück. Trotz wiederholter Ankündigungen eines endgültigen Rücktritts blieb er – sowohl vor als auch hinter der Kamera – in der Szene präsent. Neben seiner filmischen Tätigkeit war er gelegentlich auch in Interviews, Podcasts und Fan-Foren aktiv und sprach dort offen über das Leben in der Branche, über Altersdruck, Performanceprobleme, psychische Belastungen sowie über die sich wandelnden wirtschaftlichen Bedingungen in der Pornografie.
Privat war Stefano Anfang der 2000er-Jahre mit Jewel De’Nyle verheiratet, die selbst zu den bekanntesten Darstellerinnen ihrer Zeit zählt. Die Ehe hielt nur kurz; die beiden blieben jedoch geschäftlich zunächst verbunden. Über sein Privatleben nach der Trennung ist wenig bekannt – Stefano hält sich diesbezüglich zurück. Nach eigenen Angaben lebt er überwiegend zurückgezogen an der US-Westküste.

## Filmografie (Auswahl)

### Als Darsteller
- Please! 10 (2002, Red Light District Video)
- Ass Worship 4 (2003, Regie: Jules Jordan)
- Weapons of Ass Destruction 2 (2003, Regie: Jules Jordan, Evil Angel)
- Gangbang Auditions 5 (2004, Red Light District Video)
- Gutter Mouths 21 (2004, Platinum X Pictures)
- Teen Tryouts Auditions 4 (2004, mit Katja Kassin, Jewel De’Nyle)
- Feeding Frenzy (2004, Evil Angel – mit Rocco Siffredi)
- Cum Drippers 6 (2005, Platinum X Pictures)
- Assficianado (2006, mit Aurora Snow, Eva Angelina)

### Als Regisseur
- Michael Stefano’s Slutty Summer (2004, Platinum X Pictures)
- Sloppy Seconds 2 (2005, Red Light District Video)
- Gutter Mouths 18–24 (2004–2006, Platinum X Pictures)
- Interracial Lust 3 (2005, Platinum X Pictures)
- Internal Cumbustion 1–5 (2004–2006, Platinum X Pictures)
- Ass Watchers 3 (2006, Red Light District Video)
- Michael Stefano’s P.O.V. Perverts (2007, Red Light District Video)

## Auszeichnungen
- 2003: XRCO Award – Best Male-Female Sex Scene (mit Lauren Phoenix in Slut Puppies)
- 2004: AVN Award – Male Performer of the Year[5][6]
- 2006: Aufnahme in die AVN Hall of Fame
- 2009: Aufnahme in die XRCO Hall of Fame
- 2011: Urban X Award – Best Director – Gonzo
- Mehrfach: Nominierungen bei den AVN Awards in den Kategorien Best Group Sex Scene, Best Director – Gonzo, Best Anal Sex Scene